# Ново Невесиње
Ново Невесиње је насељено место у Барањи, општина Петловац, Република Хрватска.

## Становништво
Насеље је према попису становништва из 2011. године имало 63 становника.

### Попис 1991.
укупно: 115
- Срби — 104 (90,43%)
- Мађари — 8 (6,95%)
- остали, неопредељени и непознато — 3 (2,60%)